# Sudurağı, Karaman
Sudurağı là một thị trấn thuộc thành phố Karaman, tỉnh Karaman, Thổ Nhĩ Kỳ. Dân số thời điểm năm 2011 là 2.255 người.